# قسم دورة الريفي (مقاطعة دورة)
قسم دورة الريفي (بالفارسية: دهستان دوره) هي منطقة ريفية تقع في ناحية دورة تشغني (مقاطعة دورة) في إيران. يقدر عدد سكانها بـ 9,208 نسمة .